# Kő-pataki menedékház
A Kő-pataki menedékház (szlovákul Skalnatá chata) a Kő-pataki-tó mellett épült menedékház a Magas-Tátrában, Szlovákiában.

## Elhelyezkedése
A ház 1751 m magasan, a Kő-pataki-völgy (Skalnatá dolina) bejáratánál található, régebben egy kőbarlang volt.

## Története
A Kő-pataki-völgy első látogatói a Kő-pataki-tó alatt található áthajló kőtömb alatt, az úgynevezett Kő-pataki-tüzelőkő (Ohnisko pri Skalnatom plese) alatt éjszakáztak. 1841-ben négy sziléziai turista, – akiknek célja a Tátra legmagasabb csúcsának hitt Lomnici-csúcs volt – Ferdinánd Burkhardt, Karl Schneider, Joseph Scholz és az első tátrai turistakalauz szerzője, Karl Lohmeyer, valamint két hegyivezető, Lux Jakab és Stüber Mihály az áthajló sziklát körbefalazták, és ezzel a Kárpátok barátai részére egy kis kunyhót létesítettek. Erről a tettükről a közeli sziklán egy fatáblán, – mely még 1930-ban is megvolt – tájékoztatták a látogatókat. 1877-ben (vagy 1879-ben) a völgy akkori tulajdonosa, Sponer Andor a kunyhót tűzhellyel és berendezéssel látta el. A Magyarországi Kárpát Egyesület (MKE) javaslatára 1914-ben a kincstári erdőgazdaság – melynek birtokába került a völgy - további betonozással, ajtók, ablakok és kémény építésével tette komfortosabbá a kőházat.
A Csehszlovák Turista Klub 1932-ben a „Tüzelőkő” mellé megépítette a faszerkezetű Kő-pataki menedékházat (Skalnata chata). További kibővítésekkel nyerte el mai alakját. Az 1980-as években higiéniai okok miatt a házat nem üzemeltették, de a kilencvenes évek elejétől újból a turistákat szolgálja.
A ház egykori gondnoka Ladislav Kulanga, legendás teherhordó, aki több teherhordási rekord tartója: a Hosszú-tavi menedékházhoz (Zbojnícka chata) 141 kg, a Téry menedékházhoz (Téryho chata) 151 kg, a Zamkovszky menedékházhoz (Zamkovského chata) 207,5 kg cipelt fel. A Kő-pataki menedékháztól az I. drótkötélpálya „Start” nevű közbülső állomására 211 kg-os terhet cipelt le. A menedékházat jelenleg fia, Pavel üzemelteti.

## Szálláshelyek
Egész évben nyitva. Szállás és ellátás kapható. A hegyiszolgálat állomása. Tel: (+421) 052 4467075, Skalnatá chata, 059 60 Tatranská Lomnica.

## Megközelítése
Tátralomnicról drótkötélvasúttal (lanovka) a Kőpataki-tó állomásig, onnan gyalog (3-5 p).

## Túravidéke
A Kőpataki-tó katlana és a Hunfalvai-gödröt környező hegyek.

## Jelzett turistautak
- Lomnici-nyeregre: a zöld  jelzésen, 1 ó 15 p.
- A Nagy-Lomnici-torony csúcsa alá: az ülőszékes felvonóval, s le a Lomnici-nyeregből a zöld  jelzésen, 1 ó.
- A Morgás-hágóra: a piros  jelzésen (Magisztrálé), 1 ó 30 p. A hágóból jelzés nélkül 4-5 p alatt a Nagy-Morgásra (2040 m).
- A Kis-Morgás-nyeregbe: a kék  jelzésen, 1 ó.
- A Kis-Morgás-nyeregből Tátralomnicra: a Start állomásra kék , onnan a zöld  jelzésen le, 2 ó.
- Tátralomnicról a Kőpataki-tóhoz: a zöld  és a kék  jelzésen a Kis-Morgás-nyergen át, 3 ó 30 p.